# Moschea Aladža (Skopje)
La moschea Aladža (in macedone Алаџа џамија?) o moschea di Išak Bey (in macedone: Исхак-бегова џамија) è una moschea ottomana di Skopje, capitale della Macedonia del Nord. Si trova a nord del vecchio bazar cittadino, presso il Bit Pazar (Mercato verde).

## Storia e descrizione
L'iscrizione presente sopra l'ingresso data la costruzione della moschea tra il 1438 ed il 1438 e identifica il committente in Išak Bey, un alto dignitario ottomano. L'edificio venne poi ingrandito nel 1518 da Hassan Bey, nipote di Išak Bey. Il nome aladža, dipinta, richiama alle numerose pitture che adornavano le pareti dell'edificio, andate del tutto perdute. in occasione del terremoto del 1963, eccezion fatta per alcuni resti nell'area del portico.
L'ingresso della moschea è caratterizzato da un portico supportato da quattro massicce colonne e sormontato da cupole. Accanto alla sala della preghiera sorgono due corpi di fabbrica laterali, probabilmente una volta parti integranti della sala stessa. Sia la sala che i fabbricati laterali sono sormontati da cupole.
Il minareto, alto 30 m, è stato realizzato con dei blocchi di pietra e presenta un balcone dotato di un parapetto finemente decorato con motivi a muqarnas.

## La türbe di Pascià Bey
Nel giardino della moschea sorge la türbe di Pascià Bey, costruita nel XV secolo con blocchi di pietra. Secondo il cronista turco Evliya Çelebi il sepolcreto venne realizzato per il figlio di Išak Bey. La struttura si presenta come un türbe chiuso, con una base esagonale, un tamburo ottagonale a sua volta sormontato da una cupola. La caratteristica che rende unico questo edificio nel panorama architettonico macedone è l'impiego fatto dai progettisti di maioliche blu, azzurre, verdi e turchesi per decorare il tamburo e la base esagonale, sulla quale sono presenti dodici stelle a sei punte.
Solamente in un'altra moschea macedone, la moschea nuova di Bitola, sono presenti decorazioni di ceramiche colorate.